# Cserdi
Cserdi (kroatisch Čerda) ist eine ungarische Gemeinde im Kreis Szentlőrinc im Komitat Baranya.

## Geografische Lage
Cserdi liegt ungefähr achtzehn Kilometer westlich des Komitatssitzes Pécs und fünf Kilometer nördlich der Kreisstadt Szentlőrinc. Nachbargemeinden sind Helesfa, Bükkösd und Boda.

## Sehenswürdigkeiten
- Glockenturm (Harangláb) aus Holz, erschaffen von Győző Szatyor
- Holokaust-Denkmal Európa fal
- Römisch-katholische Kapelle Szent Márton püspök, erbaut 1851
- Weltkriegsdenkmal (I. és II. világháborúban elesettek emlékére)

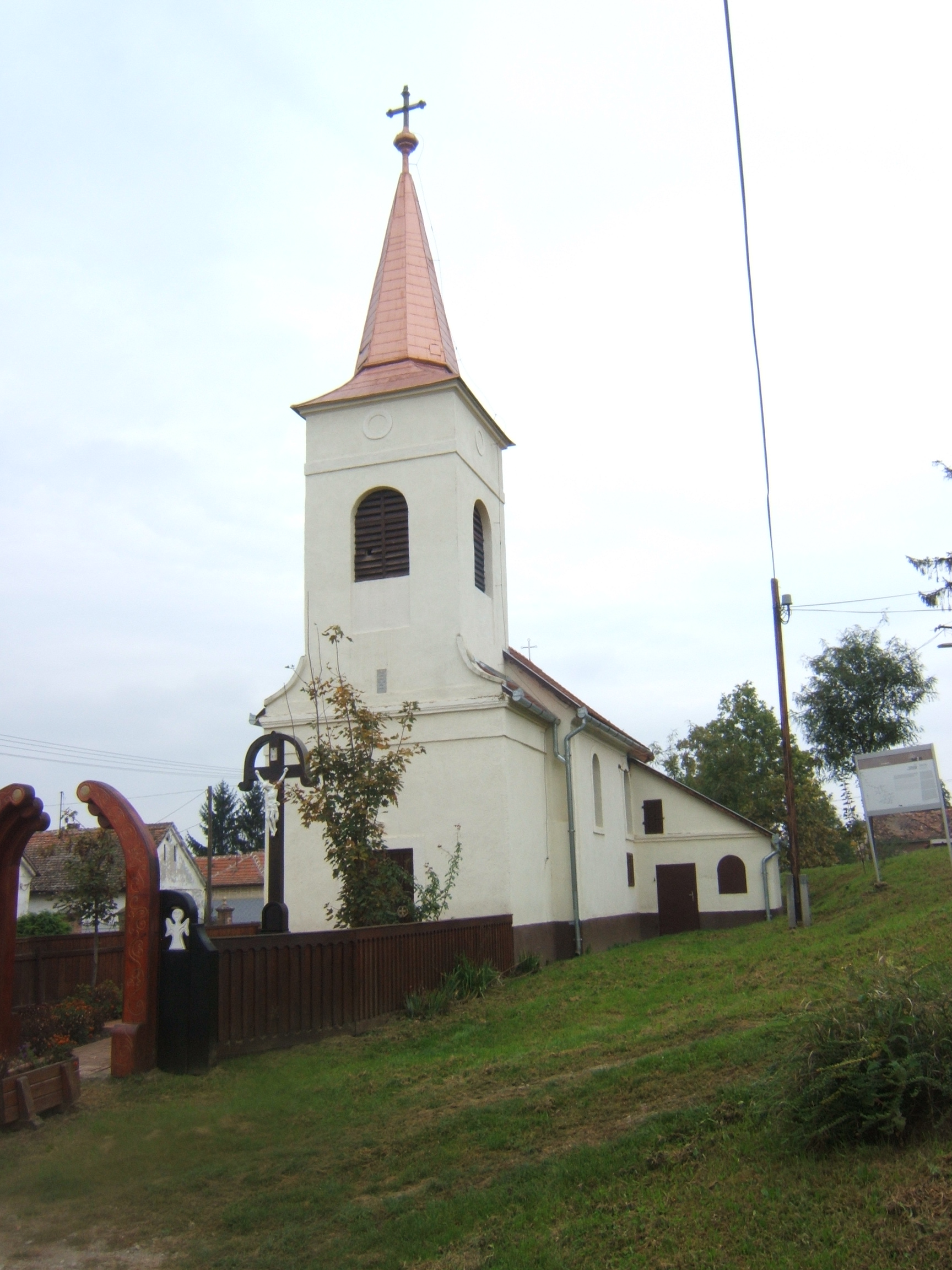
Röm.-kath. Kapelle Szent Márton püspök
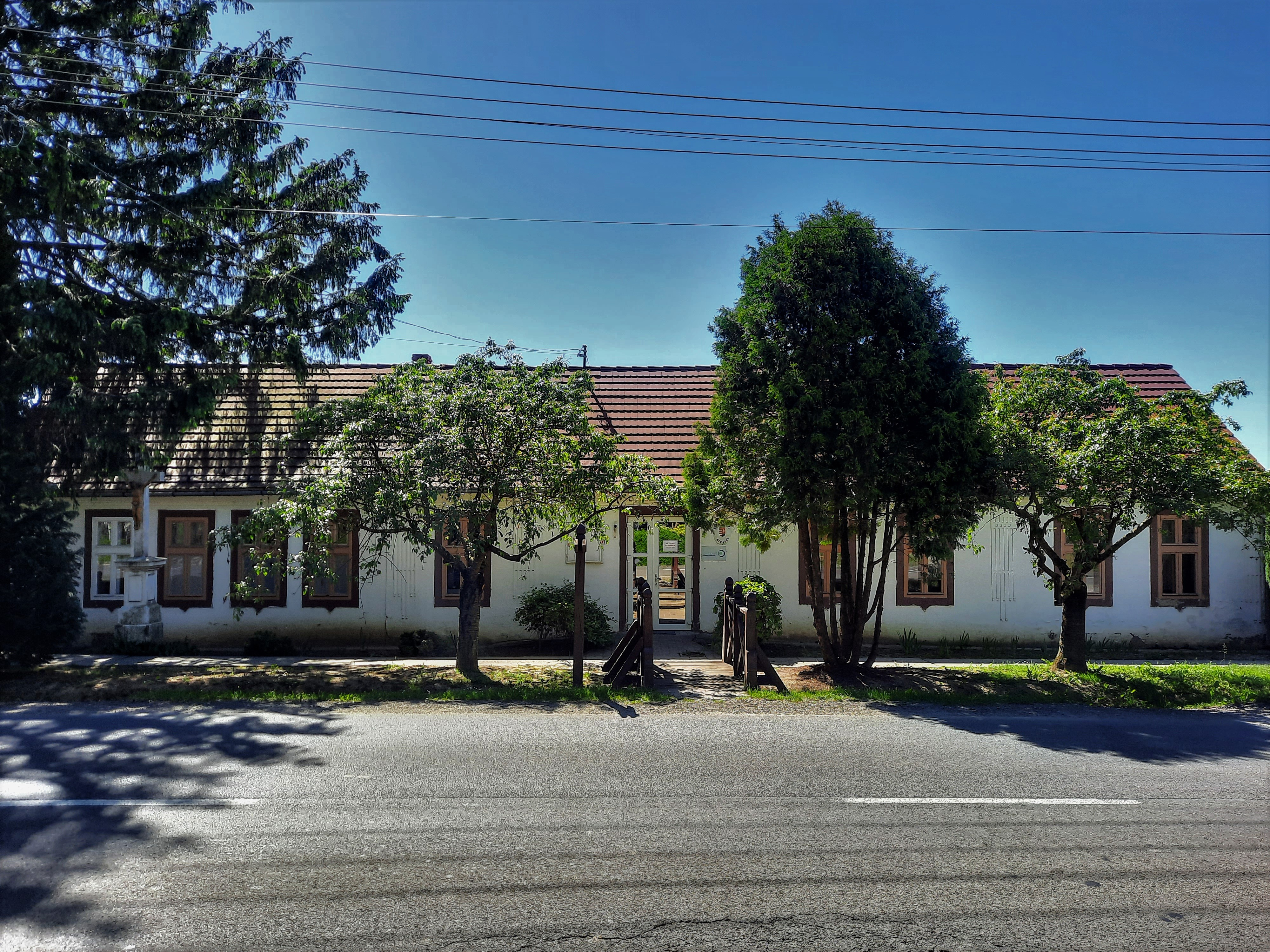
Bürgermeisteramt
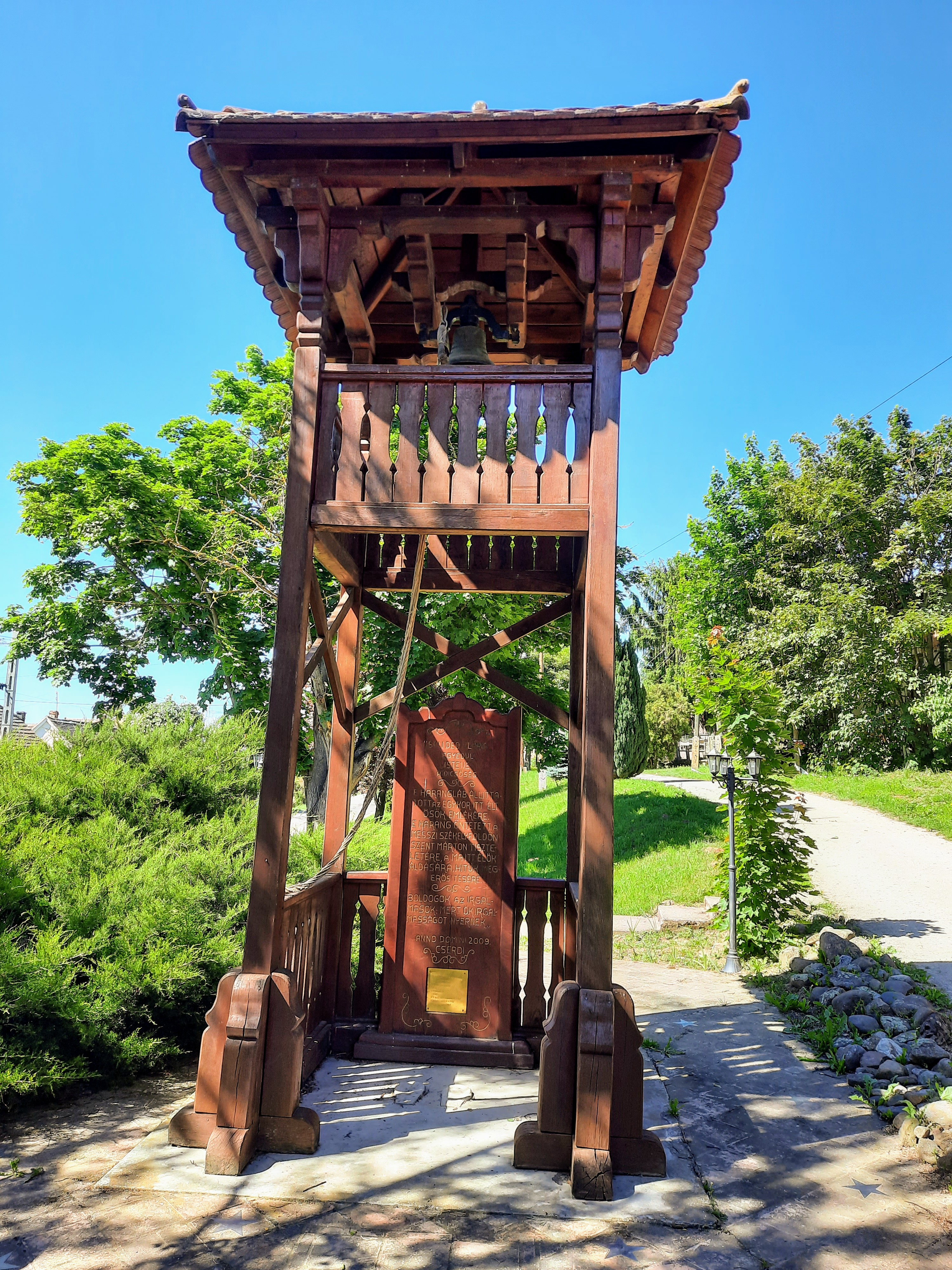
Glockenturm

## Verkehr
Durch Cserdi verläuft die Landstraße Nr. 6601. Über den am nordwestlichen Rand des Ortes gelegenen Bahnhof Cserdi-Helesfa ist die Gemeinde angebunden an die Eisenbahnstrecke von Budapest nach Szentlőrinc. Zudem bestehen Busverbindungen nach Szentlőrinc sowie über Hetvehely nach Szentkatalin.